# ジフェニルホスフィン
ジフェニルホスフィン (Diphenylphosphine) は、化学式 (C6H5)2PH で表される有機リン化合物である。悪臭のある無色の液体で、空気中で容易に酸化される。触媒として使用するための有機リン配位子の前駆体である。

## 合成
ジフェニルホスフィンは、トリフェニルホスフィンからリチウム ジフェニルホスフィドに還元し、プロトン化して得ることができる。
PPh3  +  2 Li   →   LiPPh2  +  LiPh
LiPPh2  +  H2O   →   Ph2PH  +  LiOH

## 応用と反応
実験室では、ジフェニルホスフィンは一般的な中間体である。脱プロトン化してジフェニルホスフィド誘導体を得ることができる。
Ph2PH + nBuLi   →   Ph2PLi + nBuH
ホスフィン配位子、ウィッティヒ・ホルナー試薬、およびホスホニウム塩の調製は、通常、ジフェニルホスフィンをアルキル化することによって行われる。リンに結合した水素原子は、活性化されたアルケンにマイケル付加のように付加され、1,2-ビス(ジフェニルホスフィノ)エタン (Ph2PC2 H4PPh2) のようなホスフィン配位子を生成する。 
ジフェニルホスフィンと、特にジフェニルホスフィド誘導体は求核試薬であるため、炭素-ヘテロ原子二重結合に付加する。たとえば、100°Cの濃塩酸の存在下では、ジフェニルホスフィンがベンズアルデヒドの炭素原子に付加して (フェニル (フェニルメチル) ホスホリル)ベンゼンを生成する。
Ph2PH  +  PhCHO → Ph2P(O)CH2Ph
第三級ホスフィンと比較すると、ジフェニルホスフィンは弱塩基性である。プロトン化された誘導体のpKaは0.03である。
Ph2PH2+    Ph2PH  +  H+

### ハンドリング
ジフェニルホスフィンはすみやかに酸化される。
Ph2PH + O2 → Ph2P(O)OH
この酸化の中間体はジフェニルホスフィンオキシドである。ジフェニルホスフィン-ボラン錯体Ph2PH•BH3を使用すると、ホスフィンを酸化から保護することでホスフィン酸化の問題を回避でき、業者から入手できる。